# Engenharíadas
As Engenharíadas Paulista , ou apenas Engenhas, é um torneio esportivo universitário que ocorre anualmente no estado de São Paulo entre diversas faculdades de engenharia do Estado de São Paulo.

## Sobre
Torneio idealizado pelas principais atléticas de Engenharia do Estado de São Paulo, AAA Politécnica e a AAA Horácio Lane (Engenharia Mackenzie), em meados da década de 90, se tornou a principal competição entre faculdades de Engenharia do país, já no final dos anos 2000. Na época da fundação do Engenharíadas Paulista, a única competição que reunia faculdades de Engenharia era o InterEng, que era organizado pela Faculdade de Engenharia de Lins, sem a participação na organização das demais Atléticas, fato esse preponderante para a criação do Engenharíadas. A comissão organizadora do campeonato é composta, atualmente, pelas Atléticas fundadoras, que são: Atlética Poli-USP, Mackenzie, LEU (Unicamp), Atlética CAASO, FEI, Instituto Mauá de Tecnologia, e UFABC.
Até 2007, todas as edições contaram com a organização das Atléticas da Poli e do Mackenzie, porém em 2008 após divergências na organização dos jogos, a Atlética da Poli resolveu não participar dessa edição, retornando assim em 2009. Novamente, em 2011, após discussões e muitas divergências por parte das organizadoras, a Escola Politécnica não mais participou das Engenharíadas, retornando apenas em 2017, ano em que a competição voltou a ser disputada depois de um ano sem que o campeonato acontecesse. Em 2005, após problemas estatutários, o título foi dividido entre a Poli e o Mackenzie. Em 2011, após discussões da comissão organizadora, problemas estatutários e péssima relação entre as fundadoras, o título que havia sido comemorado na cidade pela Atlética da Poli, acabou sendo dado ao Mackenzie, na reunião pós jogos, em São Paulo, culminando na saída da Atlética da Poli, que não concorda com a decisão. Em 2005 o título foi dividido, no ano de 2011 a Atlética da Poli saiu da cidade campeã, nos anos de 2008 e de 2012-15 não houve a participação da Atlética da Poli, ou seja, apenas em 4 ocasiões o Mackenzie comemorou o título contra a Poli, já a Poli comemorou 9 vezes frente a AAA Horácio Lane. Além da Poli e do Mackenzie, em 2012 e em 2021, a Liga das Engenharias da Unicamp (LEU) sagrou-se campeã da competição, sendo a única campeã da competição com sede no interior do estado.
Após a perda de muitas atléticas participantes entre as edições de 2012 a 2015, sobretudo duas do trio que já levantou a taça de campeã geral, o Engenharíadas estava em declínio e próximo de acabar. Em 2016, as atléticas da Poli-USP, Mackenzie e LEU uniram-se com o intuito de levantar novamente a competição. Com a renovação das pessoas a frente das gestões dessas entidades estudantis, as desavenças de antes foram colocadas de lado em prol da competição. O trio se uniu com a atlética do Direito Mackenzie e com mais outras duas atléticas convidadas e realizaram um torneio único na cidade de Campinas (sede da LEU) que levou o nome de Jogos Universitários G6. A Atlética da Poli-USP sagrou-se campeã dessa edição piloto para um "ressurgimento" do Engenharíadas. Como foi uma competição que englobava outros cursos e não só as engenharias, a edição do G6 não entra na contagem geral do Engenhas.
Nos últimos anos as Engenharíadas tornou-se um dos campeonatos universitários de engenharia mais importantes, e agrega um público superior a 4000 pessoas. As modalidades esportivas são: basquete, futsal, xadrez, handebol, vôlei, natação, tênis de mesa, judô, jiu-jitsu, futebol de campo, atletismo, rugby, tênis, futebol americano (flag).
No ano de 2019, devido a problemas com datas disponíveis, e apenas um feriado prolongado de 4 dias, as atléticas decidiram adiar a edição comemorativa de 20 anos, que acontecerá em 2020!
No ano de 2020, devido a pandemia do Covid-19, a 20ª edição do Engenharíadas não pôde acontecer como uma grande festa como todos esperavam, porém foi uma edição única, comemorativa e que, com certeza, ficará marcada na história da competição visto que todas as modalidades foram realizadas online, introduzindo de vez os e-sports dentro das modalidades esportivas da competição. Nesta edição foram disputadas pela primeira vez as modalidades: CS-GO, FIFA, LoL e Valorant . Além dessas também foi disputado o xadrez, desta vez em uma versão online. A Poli-USP venceu a XX edição do Engenharíadas tornando-se a maior campeã da competição de forma isolada.
Em 2021, dando continuidade ao ano anterior - onde houve uma edição online - desfrutamos de um novo campeonato acirrado e cheio de reviravoltas. Com uma trajetória excepcional, a LEU mostrou o melhor desempenho entre as atléticas participantes, tornando-se, após uma decisão na final de CS-GO, a atual campeã geral do Engenharíadas, levando também o ouro no Valorant Feminino e no FIFA e prata no LoL Feminino.

## Resultados
| Ano  | Público       | Local                 | Campeão              |
| ---- | ------------- | --------------------- | -------------------- |
| 1999 | 1.000 pessoas | Avaré                 | Mackenzie            |
| 2000 | 1.300 pessoas | Santa Barbara d'Oeste | Poli-USP             |
| 2001 | 1.300 pessoas | Barra Bonita          | Mackenzie            |
| 2002 | 1.500 pessoas | Limeira               | Poli-USP             |
| 2003 | 1.800 pessoas | Ourinhos              | Poli-USP             |
| 2004 | 2.000 pessoas | Piraju                | Mackenzie            |
| 2005 | 2.100 pessoas | Piraju                | Mackenzie e Poli-USP |
| 2006 | 2.100 pessoas | São Joaquim da Barra  | Mackenzie            |
| 2007 | 2.400 pessoas | Araraquara            | Poli-USP             |
| 2008 | 2.000 pessoas | Piraju                | Mackenzie            |
| 2009 | 3.000 pessoas | Jaboticabal           | Poli-USP             |
| 2010 | 3.500 pessoas | Rio Claro             | Poli-USP             |
| 2011 | 4.000 pessoas | Avaré                 | Mackenzie e Poli-USP |
| 2012 | 4.500 pessoas | Lins                  | LEU                  |
| 2013 | 6.500 pessoas | São Carlos            | Mackenzie            |
| 2014 | 4.000 pessoas | Lins                  | Mackenzie            |
| 2015 | 4.000 pessoas | Volta Redonda         | Mackenzie            |
| 2017 | 3.800 pessoas | São Carlos            | Poli-USP             |
| 2018 | 3.500 pessoas | Itu                   | Poli-USP             |
| 2020 | NDA           | Online                | Poli-USP             |
| 2021 | NDA           | Online                | LEU                  |

## Campeões
Atualmente, considerando título dividido, a Atlética da Poli-USP encontra-se como a maior campeã da competição com 11 títulos tendo a Atlética do Mackenzie  logo em seguida com 10 títulos. 
A Atlética do Mackenzie disputou todas as edições da competição, enquanto a atlética da Poli tem apenas 16 participações. 
A Unicamp completa a a tríade como a 3ª força da competição tendo conquistado a taça por duas vezes.
| Campeões  | Número de Título(s) | Ano do(s) Título(s)                                                 |
| --------- | ------------------- | ------------------------------------------------------------------- |
| Poli-USP  | 11                  | 2000; 2002; 2003; 2005*; 2007; 2009; 2010; 2011**; 2017; 2018; 2020 |
| Mackenzie | 10                  | 1999; 2001; 2004; 2005*; 2006; 2008; 2011**; 2013; 2014; 2015       |
| LEU       | 2                   | 2012, 2021                                                          |

* Em 2005 o título foi dividido entre Poli-USP e Mackenzie
** Em 2011 a atlética da Poli-USP terminou a competição como campeã, porém em uma reunião pós jogos, após desacordos entre a organização, a taça passou para o Mackenzie. Ambas as atléticas consideram-se campeãs.